# Grigol Abashidze
Grigol Abashidze გრიგოლ გრიგოლის ძე აბაშიძე (Ch'iatura, 1914 – 29 luglio 1994) è stato uno scrittore georgiano, fino al 1991 cittadino sovietico.
Legato all'estetica del realismo socialista, pubblicò raccolte poetiche di celebrazione patriottica, in particolare sulla seconda guerra mondiale ( Il Caucaso vincitore, 1943; Al confine del sud, 1949; Lenin a Samgori, 1950 ecc.).
Ha scritto inoltre romanzi a sfondo storico (Lasareba, 1957; Pornali, 1967) e un dramma (Viaggio in tre episodi, 1961) che fonde fantasia e intenti sociali.
Ha vinto il Premio Stalin, è stato insignito dell'Ordine di Lenin ed è stato presidente dell'Unione degli scrittori.